# リバティタワー (明治大学)
リバティタワー（英: Liberty Tower）は東京都千代田区神田駿河台1丁目1にある超高層ビルであり、明治大学駿河台キャンパスの校舎である。正式名称は「明治大学創立120周年記念館リバティタワー」。

## 概説
リバティタワーは明大通り沿いに立地する明治大学駿河台キャンパスの中心となる建物で、大学のシンボル的存在でもある。
明治大学では1986年（昭和61年）頃から駿河台地区再開発に関する検討が理事会主導で行われていたが、当初の構想では駿河台キャンパスB地区の各建造物（大学院校舎と5、6、7号館）を一つ一つ建て替えようとするものだった。ところが、1992年（平成4年）に発足した新理事会は従来の方針を白紙撤回し、翌年6月にA地区の記念館と1、2、3号館、体育館、図書館をすべて撤去し、その跡地に超高層の校舎を建設するという新方針を決定した。それまでの明治大学のシンボルであった記念館は1995年（平成7年）11月のさよならイベントをもって半世紀以上の歴史に幕を下ろした。
新校舎の建設工事は明治大学創立120周年の記念事業として計画され、1996年（平成8年）1月に着工し、1998年（平成10年）9月16日に第一期工事が完成。続いて第二期工事に取りかかり、2000年（平成12年）10月に竣工。翌年3月に中央図書館が開館した。
8,000人以上の在室定員があり、地下1階から16階までが文系学部生用フロア、19階から22階が大学院教室・研究所・事務室などが入るフロア、その他に食堂（スカイラウンジ暁）や体育館（地下スポーツホール）、中央図書館、文系各学部事務室、地下駐車場などを持つ複合施設である。ガラス張りのエレベーターからは東京都心が見下ろせる。
旧記念館のシンボルであったドームなどのデザインが受け継がれ、23階の岸本辰雄ホールには旧記念館正面玄関のレリーフとステンドグラス（間部時雄デザイン、小川三知制作）が移設された。
1階の紫紺ホール（エントランス）には陶芸家松井康成（文学部卒）が制作した陶壁画「人間賛歌」が展示されている。
国内大学の建築物としては、工学院大学の新宿キャンパス高層棟・東京医科歯科大学のM&Dタワー・大阪工業大学のOIT梅田タワー・法政大学のボアソナード・タワーに次いで5番目の高さを持つ。

## フロア構成
| 23階    | 岸本辰雄ホール、宮城浩蔵ホール、矢代操ホール、サロン燦                                                                              |
| 22階    | 大学院生共同研究室 |
| 21階    | 演習室4、大学院生共同研究室 |
| 20階    | 大学院演習室 |
| 19階    | 大学院事務室、演習室 |
| 18階    | 環境配慮設備 |
| 17階    | スカイラウンジ暁（学生食堂） |
| 16階    | 中教室3、小教室1、演習室4 |
| 15階    | 中教室3、小教室1、演習室4 |
| 14階    | 中教室3、小教室1、演習室4 |
| 13階    | 中教室3、小教室1、演習室4 |
| 12階    | 中教室3、小教室1、演習室4 |
| 11階    | 中教室3、小教室1、演習室4 |
| 10階    | 中教室3、小教室1、演習室4 |
| 09階    | 大教室1、中教室1、小教室1、演習室4                                                                                                  |
| 08階    | 中教室2、小教室3、演習室4 |
| 07階    | 中教室3、小教室1、演習室2 |
| 06階    | 大教室1、中教室1、小教室1、演習室2                                                                                                  |
| 05階    | 経営・情報コミュニケーション学部事務室、教務事務室                                                                                  |
| 04階    | 法・商・政治経済・文学部事務室 |
| 03階    | 大教室2、学生支援部 |
| 02階    | 大教室2、陽だまり広場 |
| 01階    | 紫紺ホール（エントランス）、大教室2、リバティホール（大教室）、中央図書館（事務室、レファレンスコーナーなど）、ラウンジ「マロニエ」 |
| 地下1階 | 大教室1、中央図書館（和雑誌・新聞エリア、多目的ホールなど）                                                                         |
| 地下2階 | 中央図書館（社会科学図書エリア）、体育館                                                                                            |
| 地下3階 | 中央図書館（人文・自然科学図書エリア）、体育館                                                                                      |

## 創立者胸像
リバティタワー2階の陽だまり広場には明治大学創立者である岸本辰雄、宮城浩蔵、矢代操の胸像が設置されている。

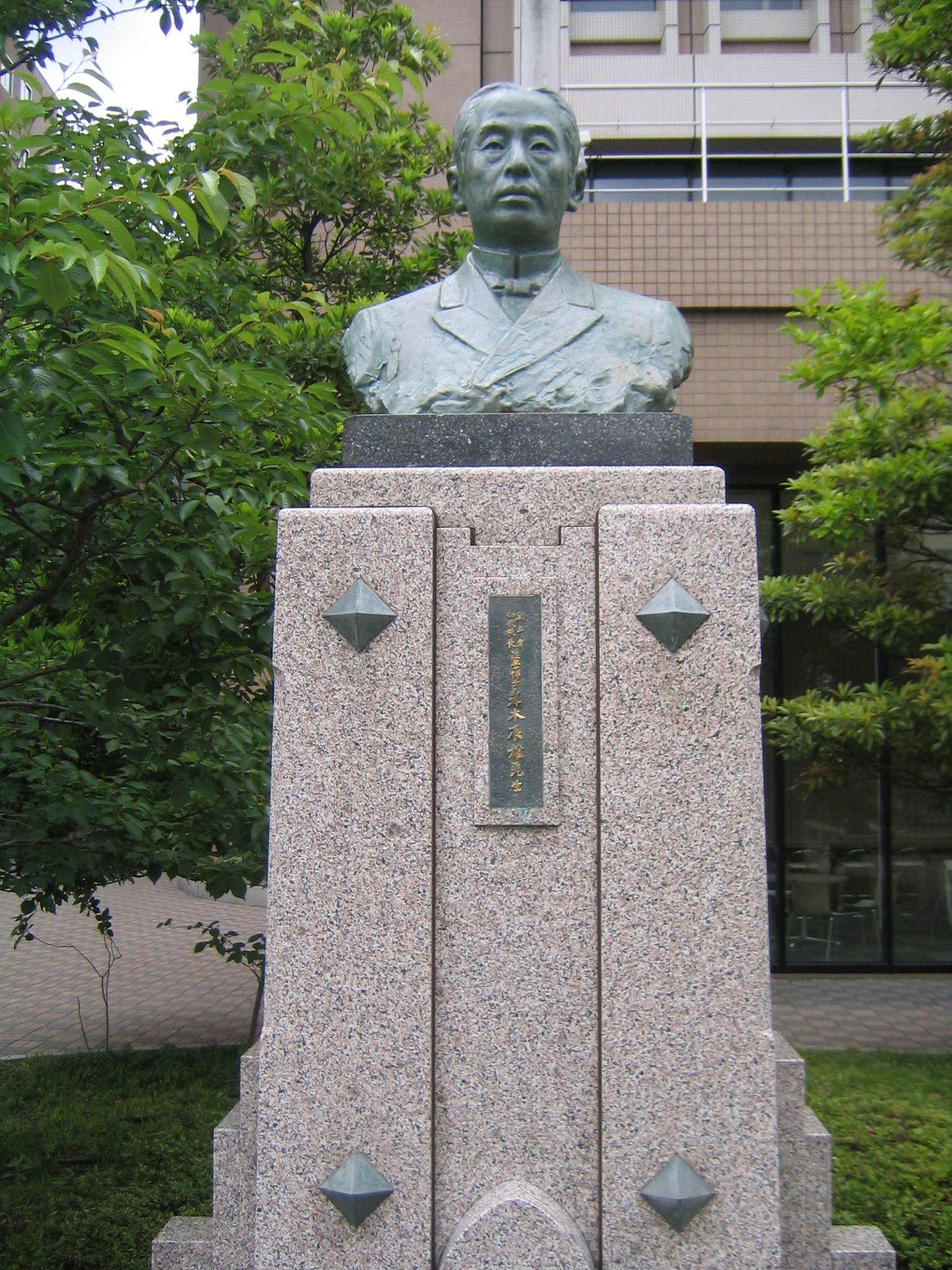
岸本辰雄像
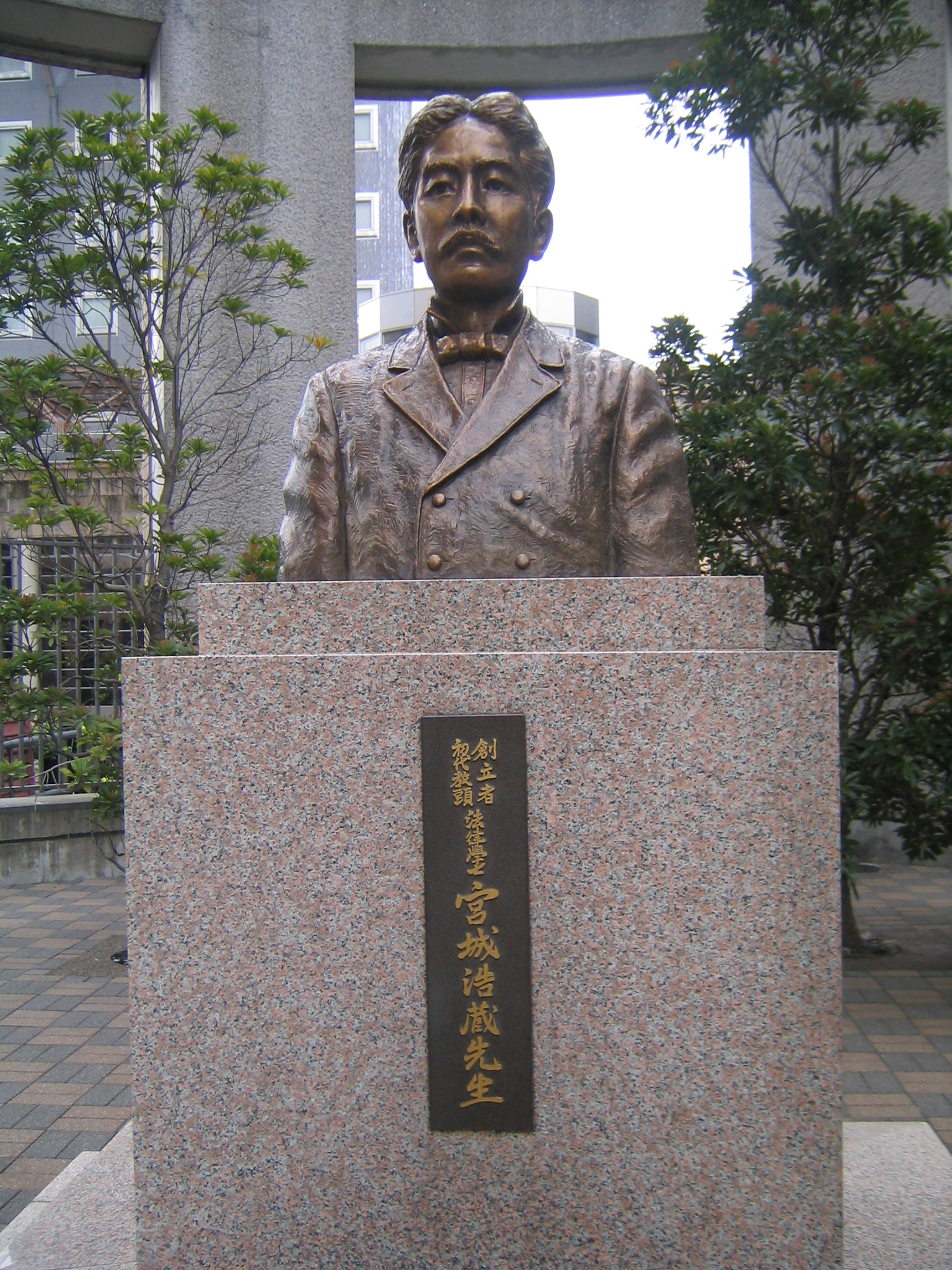
宮城浩蔵像
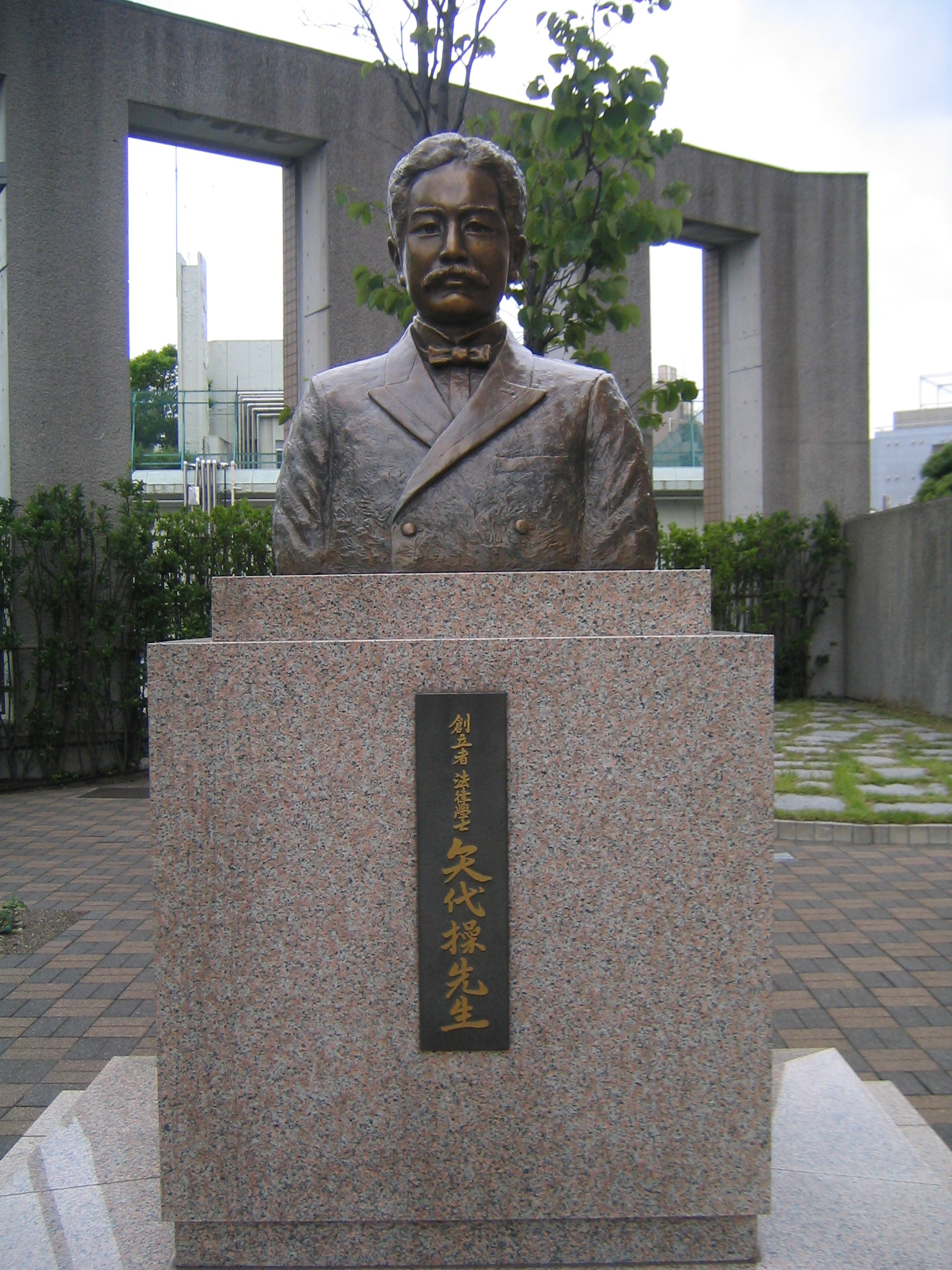
矢代操像

このうち岸本像の原型は1928年（昭和3年）の震災復興記念祝典にあわせて彫刻家北村西望が制作したもので、当初は記念館内に置かれ、1937年（昭和12年）に記念館の外に移設された。戦時中の金属類回収令によって供出された後は仮の石像として安置されたが、1965年（昭和40年）の明治大学創立85周年を記念して校友山田熊男の寄付金によって復元された。
宮城像と矢代像は明治大学創立120周年および創立者生誕150年を記念して富永直樹が制作したもので、修復された岸本像とともに2001年（平成13年）10月21日に陽だまり広場で除幕式が行われた。